# Morgan Fairchild
Morgan Fairchild, pseudonimo di Patsy Ann McClenny (Dallas, 3 febbraio 1950), è un'attrice statunitense.
Ha raggiunto la popolarità tra la fine degli anni '70 ed i primi anni '80 con diverse apparizioni, alcune ricorrenti, in numerose serie televisive di successo, tra le quali Dallas, Mork & Mindy, Love Boat, Magnum, P.I. e Flamingo Road

## Biografia
Morgan Fairchild è nata a Dallas, Texas, il 3 febbraio 1950 da Edward Milton McClenny e Martha Jane Hartt, un'insegnante di inglese con cattedra alla Richardson High School di Richardson.

### Carriera
Fa il suo esordio cinematografico come controfigura di Faye Dunaway durante le riprese del film Gangster Story (1967), in particolare nelle scene in cui al personaggio di Bonnie era richiesto guidare una macchina, poiché la Dunaway non era capace di usare il cambio manuale. A seguito di questa piccola partecipazione, decide di cambiare il proprio nome in Morgan, ispirata dal film Morgan matto da legare (1966), con David Warner, e di trasferirsi a New York, dove ottiene il suo primo ruolo televisivo nella soap di successo Aspettando il domani. Il suo personaggio, la manipolatrice Jennifer Pace, comparirà dal 1971 al 1977 e le aprirà le porte della televisione. Dopo Aspettando il domani seguono numerose apparizioni in diverse serie televisive di prima serata, tra le quali Kojak, Happy Days, Pepper Anderson agente speciale, L'uomo ragno e alcuni episodi di Radio Mystery Theatre.
Nel 1978, Morgan Fairchild è la prima attrice a interpretare il personaggio di Jenna Wade nel celebre serial Dallas. Ma il ruolo di femme fatale contrapposta a Victoria Principal per l'amore di Patrick Duffy non la soddisfa, così rifiuta la possibilità di ritornare in futuri episodi. Il personaggio diventerà in seguito un ruolo ricorrente nel serial, interpretato per ben 7 anni prima da Francine Tacker e poi in forma definitiva da Priscilla Presley. Nello stesso anno, la Fairchild partecipa insieme a Kay Lenz, Morgan Brittany e Shelley Winters al thriller per la televisione Le due sorelle, liberamente ispirato al più noto Carrie - Lo sguardo di Satana, e ottiene un ruolo ricorrente nella sitcom Mork & Mindy, al fianco di Robin Williams. Nel 1980 conquista il suo primo ruolo da protagonista nel serial Flamingo Road, liberamente ispirato al romanzo di Robert Wilder. Il personaggio della spietata Constance Weldon Carlyle, a suo tempo ricoperto anche da Joan Crawford nel film Viale Flamingo (1949), le porta moltissima notorietà e una candidatura al Golden Globe, oltre a confermare la sua naturale predilezione ad interpretare personaggi di indole cattiva. Nonostante un promettente debutto sulla rete NBC, gli ascolti del telefilm ben presto calano e non reggono il confronto con la serie avversaria Cuore e batticuore, trasmessa sulla rete ABC, causandone la cancellazione dopo solo due stagioni.
La Fairchild continua a fare apparizioni in un numero sempre maggiore di telefilm, tra i quali si ricordano l'episodio pilota di Hotel, al fianco di James Brolin e Bette Davis, Simon & Simon, Magnum, P.I. e Love Boat, e miniserie televisive, come Le memorie di Eva Ryker (1981), ultima interpretazione di Natalie Wood, e Mercanti di sogni, tratta dal romanzo di Harold Robbins. Nel 1982 interpreta il suo primo ruolo da protagonista sul grande schermo nel thriller Chi vuole uccidere Miss Douglas?, per il quale ottiene una candidatura al Razzie Award come peggior attrice. Nel 1984, insieme a Joan Collins, conduce lo speciale Blondes vs. Brunettes sulla rete ABC, uno spettacolo di varietà di 60 minuti che comicizza la rivalità tra bionde e brune nella cultura popolare. Nello stesso anno è co-protagonista di un altro telefilm di prima serata, Il profumo del successo, dove interpreta l'ambiziosa proprietaria di una nota agenzia di modelle, Racine. Anche questa serie, dopo le buone premesse, viene cancellata dopo una sola stagione, ma ormai Morgan Fairchild è un'affermata attrice televisiva. Nel 1985 entra nel cast di un'altra serie, Falcon Crest, interpretando per una stagione il ruolo dell'affascinante avvocato Jordan Roberts. Appare anche nella miniserie storica Nord e Sud (1985), al fianco di Patrick Swayze, James Read e Lesley-Anne Down, e nel suo seguito, Nord e Sud II (1986).
Nel 1985, durante il celebre Saturday Night Live, Jon Lovitz crea il personaggio di Tommy Flanagan, il bugiardo compulsivo che, tra le tante manie di grandezza, vanta anche l'illusione che Morgan Fairchild sia sua moglie e che l'abbia vista nuda più di una volta. L'illusione perpretrata dal personaggio e la verve comica di Lovitz testimoniano la grande popolarità della quale godeva la Fairchild all'epoca. Avrebbe dovuto prendere parte alla puntata dello show del 10 maggio 1986, ma proprio la settimana prima decise di rinunciare per volare in Israele e interpretare il ruolo della regina buona nel film La bella addormentata (1987), di David Irving. Il film, prodotto dalla Cannon Films della coppia di produttori israeliani Menahem Golan e Yoram Globus, faceva parte di un progetto di 16 film fantasy - tratti da altrettante fiabe celebri - girate completamente in Israele dal vero e con un nutrito cast di celebrità: oltre a Morgan Fairchild, La bella addormentata vantava anche i nomi di Tahnee Welch, figlia della sex-symbol Raquel Welch, e Sylvia Miles, candidata all'Oscar nel 1970 per Un uomo da marciapiede.
Morgan Fairchild continua a fare apparizioni in film e serie televisive per tutto il corso degli anni '80, ottenendo una candidatura all'Emmy per la sua apparizione in un episodio del telefilm Murphy Brown (1989). Nei primi anni '90 ottiene un ruolo ricorrente nella sitcom Pappa e ciccia, dove interpreta la fidanzata bisessuale di Sandra Bernhard, Marla, mentre nel 1994 appare in una stravagante campagna pubblicitaria per la nota linea d'abbigliamento Old Navy, insieme a Joan Collins e altri volti televisivi. Il suo ruolo ricorrente di fascinosa femme fatale ha un tale successo che la compagnia crea diversi altri spot attorno al suo personaggio.
Nel 1995 torna a ricoprire un ruolo in una soap opera, The City, dove interpreta la dispettosa Sydney Chase. Interpreta il ruolo per una stagione, poi continua a comparire in ruoli ricorrenti nella longeva General Hospital e nelle sitcom di successo Friends, dove interpreta la madre di Chandler Bing, Nora, e Cybill (1995), nella parte di Andrea, una rivale del personaggio protagonista di Cybill Shepherd. Nel corso degli anni, appare in diverse produzioni teatrali, tra cui nel ruolo della sig.ra Robinson nell'adattamento teatrale del film Il laureato (1967), dov'era Anne Bancroft ad interpretarla.
Nel 2006 è scritturata in un altro dei suoi ruoli da "ricca carogna" nella serie Fashion House, interpretando Sophia Blakely, una rivale del personaggio di Bo Derek, e appare nella serie televisiva Chuck nel ruolo della dott.ssa Honey Woodcomb, la madre di "Capitan Fenomeno", Devon Woodcomb. Ritorna alle soap opera nel 2009, quando ottiene una parte ricorrente nel celebre Beautiful, interpretando una vecchia amica di Susan Flannery. Negli ultimi anni partecipa a numerosi altri telefilm, tra i quali Bones, Revenge e Hot in Cleveland.
Oltre al suo lavoro di attrice, Morgan Fairchild ha mantenuto a lungo un importante ruolo all'interno della Screen Actors Guild, ora SAG-AFTRA. Attualmente ne è divenuta membro del consiglio di amministrazione e lavora in diversi comitati all'interno dell'organizzazione.

## Vita privata
Morgan Fairchild è stata sposata dal 1967 al 1973 con il produttore musicale e cinematografico Jack Calmes.

## Filmografia

### Cinema
- Un proiettile per Pretty Boy (A Bullet for Pretty Boy), regia di Larry Buchanan (1970)
- La sfida del Tigre (Challenge of the Tiger), regia di Bruce Le (1980)
- Chi vuole uccidere Miss Douglas? (The Seduction), regia di David Schmoeller (1982)
- Pee-wee's Big Adventure (Pee-wee's Big Adventure), regia di Tim Burton (1985)
- Red Headed Stranger, regia di William D. Wittliff (1986)
- Un ragazzo adorabile (Campus Man), regia di Ron Casden (1987)
- La bella addormentata (Sleeping Beauty), regia di David Irving (1987)
- Illusione mortale (Deadly Illusion), regia di Larry Cohen e William Tannen (1987)
- Uno sbirro nella notte (Killing Blue), regia di Peter Patzak (1988)
- Diario di un fantasma (Phantom of the Mall: Eric's Revenge), regia di Richard Friedman (1989)
- Mob Boss, regia di Fred Olen Ray (1990)
- Freaked - Sgorbi (Freaked), regia di Alex Winter e Tom Stern (1993)
- Body Chemistry 3 (Point of Seduction: Body Chemistry III), regia di Jim Wynorski (1994)
- Una pallottola spuntata 33⅓ - L'insulto finale (Naked Gun 33⅓: The Final Insult), regia di Peter Segal (1994)
- Cacciatori di vergini (Test Tube Teens from the Year 2000), regia di David DeCoteau (1994)
- Gospa - Il mistero di Medjiugorje (Gospa), regia di Jakov Sedlar (1995)
- Venus Rising, regia di Leora Barish e Edgar Michael Bravo (1995)
- Cuori criminali (Criminal Hearts), regia di Dave Payne (1995)
- Assassinio in diretta (Shattered Illusions), regia di Becky Best (1998)
- Il genio (Holy Man), regia di Stephen Herek (1998)
- Nice Guys Sleep Alone, regia di Stu Pollard (1999)
- Held for Ransom, regia di Lee Stanley (2000)
- Unshackled, regia di Bart Patton (2000)
- Peril - La misura della paura (Peril), regia di David Giancola (2001)
- Teddy Bears' Picnic, regia di Harry Shearer (2002)
- Knuckle Sandwich, regia di Ryan Miningham (2004)
- Arizona Summer, regia di Joey Travolta (2004)
- Shock to the System, regia di Ron Oliver (2006)
- Walk Hard - La storia di Dewey Cox (Walk Hard: The Dewey Cox Story), regia di Jake Kasdan (2007)
- The Sno Cone Stand Inc, regia di Travis Knapp (2008)
- The Steamroom, regia di Donald Lawrence Flaherty (2010)
- Life's a Beach, regia di Tony Vitale (2010)
- Beverly Hills Chihuahua 2, regia di Alex Zamm (2011)
- eCupid, regia di J.C. Calciano (2011)
- Boy Toy, regia di Christie Will (2011)
- A Perfect Ending, regia di Nicole Conn (2012)
- Wiener Dog Nationals, regia di Kevan Peterson (2013)
- Dark Power, regia di John Milton Branton (2013)
- Christian Mingle, regia di Corbin Bernsen (2014)
- Beethoven - Alla ricerca del tesoro (Beethoven's Treasure), regia di Ron Oliver (2014)
- Wiener Dog Internationals, regia di Kevan Peterson (2015)
- Sam, regia di Nicholas Brooks (2015)
- Bikini Model Academy, regia di Straw Weisman (2015)
- Spring Break '83, regia di Mars Callahan e Scott Spiegel (2016)
- You're Gonna Miss Me, regia di Dustin Rikert (2017)
- Scales: Mermaids Are Real, regia di Kevan Peterson (2017)
- Sam - Un amore inaspettato (Sam), regia di Nicholas Brooks (2017)
- All Good Things, regia di Kahlil Silver (2019)
- Spring Break '83, regia di Mars Callahan e Scott Spiegel (2020)

### Televisione
- Aspettando il domani (Search for Tomorrow) - serie TV, 21 episodi (1973-1977)
- Kojak - serie TV, episodio 4x07 (1976)
- Professione medico (Rafferty) - serie TV, 1 episodio (1977)
- Switch - serie TV, 1 episodio (1977)
- Rosetti and Ryan - serie TV, 1 episodio (1977)
- Happy Days - serie TV, episodio 5x10 (1977)
- The Bob Newhart Show - serie TV, 1 episodio (1977)
- Barnaby Jones - serie TV, 2 episodi (1977-1978)
- Le due sorelle (The Initiation of Sarah), regia di Robert Day - film TV (1978)
- Pepper Anderson - Agente speciale (Police Woman) - serie TV, 1 episodio (1978)
- L'uomo ragno (The Amazing Spider-Man) - serie TV, 1 episodio (1978)
- Dallas - serie TV, 1 episodio (1978)
- Escapade, regia di Jerry London - film TV (1978)
- Mork & Mindy - serie TV, 3 episodi (1978-1979)
- Murder in Music City, regia di Leo Penn - film TV (1979)
- La grande lotteria ($weepstake$) - serie TV, 1 episodio (1979)
- Time Express - serie TV, 1 episodio (1979)
- Nashville detective (Concrete Cowboys), regia di Burt Kennedy - film TV (1979)
- Un uomo chiamato Sloane (A Man Called Sloane) - serie TV, 1 episodio (1979)
- Flamingo Road - serie TV, 38 episodi (1980-1982)
- Il giovane Maverick (Young Maverick) - serie TV, 1 episodio (1980)
- Le memorie di Eva Ryker (The Memory of Eva Ryker), regia di Walter Grauman - miniserie TV (1980)
- Mercanti di sogni (The Dream Merchants), regia di Vincent Sherman - miniserie TV (1980)
- The Girl, the Gold Watch & Dynamite, regia di Hy Averback - film TV (1981)
- Love Boat - serie TV, 2 episodi (1981)
- The Billy Crystal Comedy Hour - serie TV, 1 episodio (1982)
- Paper Dolls, regia di Edward Zwick - film TV (1982)
- Simon & Simon - serie TV, episodio 2x01 (1982)
- Magnum, P.I. - serie TV, episodio 3x03 (1982)
- Fino all'ultima ripresa (Honeyboy), regia di John Berry - film TV (1982)
- Shaft of Love, regia di Richard A. Colla - film TV (1983)
- Hotel - serie TV, 1 episodio (1982)
- Bomba ad orologeria (Time Bomb), regia di Paul Krasny - film TV (1984)
- Le piccanti avventure di Robin Hood (The Zany Adventures of Robin Hood), regia di Ray Austin - film TV (1984)
- Il profumo del successo  (Paper Dolls) - serie TV, 13 episodi (1984)
- Rodney Dangerfield: Exposed, regia di Walter C. Miller - film TV (1985)
- Nord e Sud (North and South), regia di Richard T. Heffron - miniserie TV (1985)
- Falcon Crest - serie TV, 29 episodi (1985-1986)
- Nord e Sud II (North and South - Book Two), regia di Kevin Connor - miniserie TV (1986)
- Bob Hope Lampoons the New TV Scene, regia di Kip Walton - film TV (1986)
- Street of Dreams, regia di William A. Graham - film TV (1988)
- I miei due papà (My Two Dads) - serie TV, 1 episodio (1989)
- L'ossessione di Sarah Hardy (The Haunting of Sarah Hardy), regia di Jerry London - film TV (1989)
- Murphy Brown - serie TV, 1 episodio (1989)
- Milionari a Beverly Hills (How to Murder a Millionaire), regia di Paul Schneider - film TV (1990)
- Menu for Murder, regia di Larry Peerce - film TV (1990)
- Delitti secondo copione (Writer's Block), regia di Charles Correll - film TV (1991)
- Sherlock Holmes and the Leading Lady, regia di Peter Sasdy - miniserie TV (1991)
- Even Angels Fall, regia di Thomas Calabrese - film TV (1991)
- Just Deserts, regia di Dan Lerner - film TV (1992)
- Pappa e ciccia (Roseanne) - serie TV, 3 episodi (1992)
- Perry Mason: Elisir di morte (Perry Mason: The Case of the Skin-Deep Scandal), regia di Christian I. Nyby II - film TV (1993)
- Basato su una storia non vera (Based on an Untrue Story), regia di Jim Drake - film TV (1993)
- Lois & Clark - Le nuove avventure di Superman (Lois & Clark: The New Adventures of Superman) - serie TV, 1 episodio (1993)
- La signora in giallo (Murder, She Wrote) - serie TV, episodio 10x09 (1993)
- Das Paradies am Ende der Berge, regia di Otto Retzer - film TV (1993)
- Robin's Hoods - serie TV, 1 episodio (1994)
- La legge di Burke (Burke's Law) - serie TV, 1 episodio (1994)
- Il cane di papà (Empty Nest) - serie TV, 1 episodio (1994)
- Un detective in corsia (Diagnosis Murder) - serie TV, 1 episodio (1994)
- The City - soap opera, 150 puntate (1995-1996)
- Cybill - serie TV, 4 episodi (1995-1997)
- Friends - serie TV, 5 episodi (1995-2001)
- Dead Man's Island, regia di Peter H. Hunt - film TV (1996)
- Star Command, regia di Jim Johnston - film TV (1996)
- General Hospital - serie TV, 6 episodi (1996-2023)
- ABC Afterschool Specials - serie TV, 1 episodio (1996)
- Una trappola per Carly (Moment of Truth: Into the Arms of Danger), regia di Chuck Bowman - film TV (1997)
- Head Over Heels - serie TV, 1 episodio (1997)
- Il tocco di un angelo (Touched by an Angel) - serie TV, 1 episodio (1997)
- Quell'uragano di papà (Home Improvement) - serie TV, 1 episodio (1998)
- La nuova famiglia Addams (The New Addams Family) - serie TV, 1 episodio (1999)
- Dharma & Greg - serie TV, 1 episodio (2001)
- Settimo cielo (7th Heaven) - serie TV, 1 episodio (2001)
- Roswell - serie TV, 2 episodi (2002)
- Providence - serie TV, 1 episodio (2002)
- Maybe It's Me - serie TV, 1 episodio (2002)
- That '80s Show - serie TV, 1 episodio (2002)
- I Was a Teenage Faust, regia di Thom Eberhardt - film TV (2002)
- Just Shoot Me! - serie TV, 1 episodio (2003)
- That '70s Show - serie TV, 1 episodio (2004)
- Fashion House - serie TV, 35 episodi (2006)
- L'iniziazione (The Initiation of Sarah), regia di Stuart Gillard - film TV (2006)
- Due uomini e mezzo (Two and a Half Men) - serie TV, 1 episodio (2007)
- Men in Trees - Segnali d'amore (Men in Trees) - serie TV, 1 episodio (2008)
- Chuck - serie TV, 3 episodi (2008-2010)
- Nip/Tuck - serie TV, 1 episodio (2009)
- My Name Is Earl - serie TV, 1 episodio (2009)
- Beautiful - serie TV, 4 episodi (2009)
- Law & Order - Unità vittime speciali (Law & Order: Special Victims Unit) - serie TV, 1 episodio (2010)
- Workers' Comp, regia di Harrison Sanborn - film TV (2011)
- Bones - serie TV, 1 episodio (2011)
- Chemistry - La chimica del sesso (Chemistry) - serie TV, 1 episodio (2011)
- Happily Divorced - serie TV, 1 episodio (2012)
- American Horror House, regia di Darin Scott - film TV (2012)
- Revenge - serie TV, 1 episodio (2014)
- Hot in Cleveland - serie TV, 1 episodio (2014)
- Un fidanzato da manuale (Perfect on Paper), regia di Ron Oliver - film TV (2014)
- The Encounter - serie TV, 1 episodio (2016)
- Miracoli a Natale (A Christmas in Vermont), regia di Fred Olen Ray - film TV (2016)
- Hitting the Breaks - serie TV, 2 episodi (2016)
- Il tempo della nostra vita (Days of Our Lives) - serie TV, 17 episodi (2017)
- My Perfect Romance, regia di Justin G. Dyck - film TV (2018)
- Too Old to Die Young - serie TV, 1 episodio (2019)
- The Naughty List, regia di Jake Helgren - film TV (2019)
- Mélange - serie TV, 1 episodio (2020)
- Sono vergine (I'm a Virgo) - serie TV, 1 episodio (2023)

### Doppiaggio
- Catastrofici castori (The Angry Beavers) - serie TV, 1 episodio (1998)
- I Simpson (The Simpsons) - serie TV, episodio 32x6 (2020)

## Doppiatrici italiane
Nelle versioni in italiano dei suoi film, Morgan Fairchild è stata doppiata da:
- Fabrizia Castagnoli in Peril - La misura della paura, Nashville detective, Fino all’ultima ripresa, Roswell, My Name is Earl
- Alessandra Korompay in Le due sorelle, La nuova famiglia Addams, L'iniziazione
- Pinella Dragani in Le memorie di Eva Ryker, Falcon Crest, Fashion House
- Anna Cesareni in Diario di un fantasma, Il genio
- Roberta Greganti in Perry Mason: Elisir di morte, Una trappola per Carly
- Vittoria Febbi in Friends, Chemistry - La chimica del sesso
- Aurora Cancian in Dharma & Greg, Beautiful
- Giuppy Izzo in Pee-wee's Big Adventure
- Claudia Razzi in La bella addormentata
- Eva Ricca in Illusione mortale
- Serena Verdirosi in Uno sbirro nella notte
- Emanuela Rossi in Cacciatori di vergini
- Micaela Esdra in Gospa - Il mistero di Medjiugorje
- Claudia Balboni in Cuori criminali
- Barbara Castracane in Beethoven - Alla ricerca del tesoro
- Laura Gianoli in Il tenente Kojak
- Elettra Bisetti in Happy Days
- Anna Rosa Garatti in Pepper Anderson agente speciale
- Margherita Sestito in Dallas
- Melina Martello in Mork & Mindy
- Paola Piccinato in Flamingo Road
- Manuela Andrei in Simon & Simon
- Monica Gravina in Bomba ad orologeria
- Anna Rita Pasanisi in Le piccanti avventure di Robin Hood
- Silvia Monelli in Il profumo del successo
- Roberta Paladini in Nord e Sud
- Cristina Boraschi in L'ossessione di Sarah Hardy
- Silvana Fantini in Milionari a Beverly Hills
- Isabella Pasanisi in Delitti secondo copione
- Stefania Romagnoli in Basato su una storia non vera
- Francesca Guadagno in La signora in giallo
- Antonella Rinaldi in Un detective in corsia
- Irene Di Valmo in Il tocco di un angelo
- Cristiana Lionello in Settimo cielo
- Chiara Colizzi in I Was a Teenage Faust
- Angiola Baggi in Men in Trees - Segnali d'amore
- Roberta Gasparetti in Due uomini e mezzo
- Lorenza Biella in Chuck
- Sabrina Duranti in Law & Order - Unità vittime speciali
- Stefania Patruno in Happily Divorced
- Cinzia Massironi in My Perfect Romance
- Antonella Giannini in Sono vergine

Come doppiatrice, Fairchild è stata sostituita da:
- Rossella Izzo ne I Simpson